# Ядвигишкес
Ядвигишкес (лит. Jadvygiškės) — деревня в Вильнюсском районном самоуправлении, в Решском старостве, в 2 км к северу от деревни Калинас, в 2 км к северо-востоку от Диджёйи Реше, к югу от деревень Раудондварис и Параудондваряй. Рядом проходит дорога А14 Вильнюс — Утена, расположен пруд Гульбинай, на востоке находится Веркяйский региональный парк.

## История
В 2011 году была основана община «Три озера», где добровольно собралась группа жителей Ядвигишкес, Калинаса, Раудондвариса и окрестных деревень.

## Население
| 1905 | 1931 | 1959 | 1970 | 1979 | 1989 | 2001 | 2011 | 2021 | - |
| ---- | ---- | ---- | ---- | ---- | ---- | ---- | ---- | ---- | - |
| 91   | 94   | 103  | 157  | 79   | 110  | 130  | 163  | 156  | - |

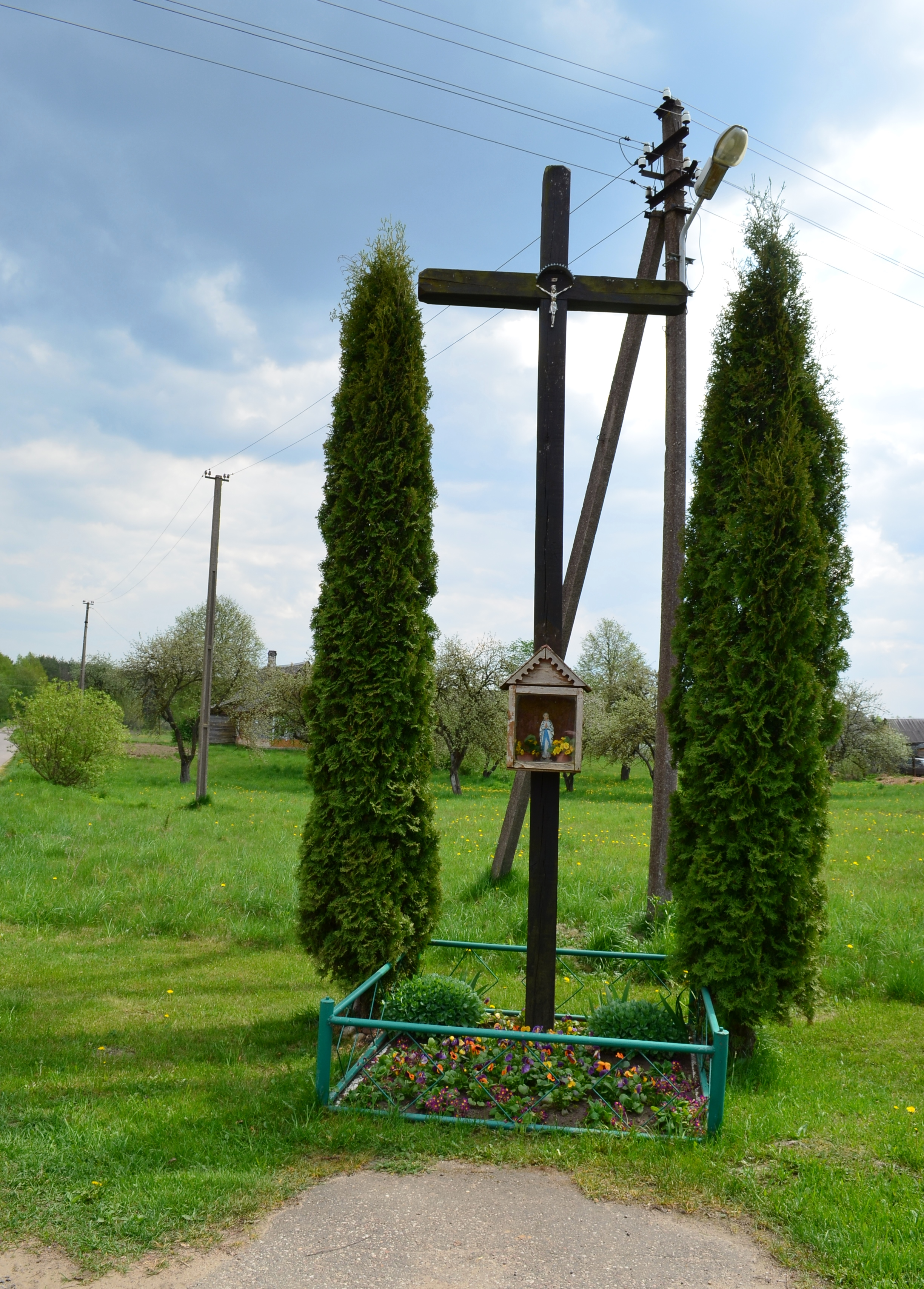
Деревенский крест
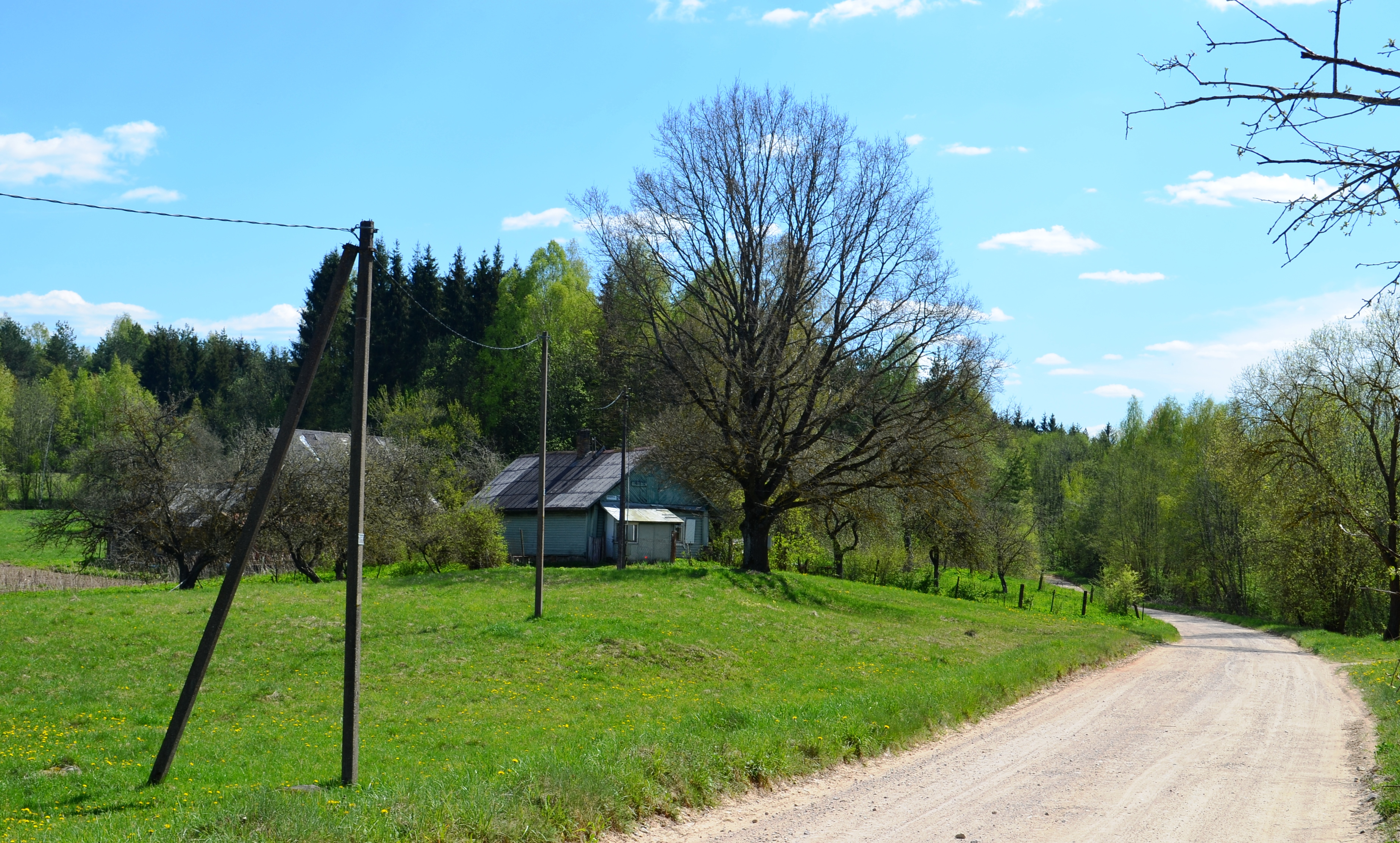
Старый деревенский сад у дороги в Калинас